# کانگ چو هیون
کانگ چو هیون (강초현؛ زادهٔ ۲۳ اکتبر ۱۹۸۲) تیرانداز اهل کره جنوبی است.